# Antiracotis incauta
Antiracotis incauta là một loài bướm đêm trong họ Geometridae.